# أربيز
أربيز (بالإنجليزية: Arby's) هي سلسلة مطاعم أمريكية للوجبات السريعة تضم أكثر من 3300 مطعم على مستوى العالم وهي السلسلة الثالثة عالميا من حيث الإيرادات. في أكتوبر 2017 سميت «ثاني أكبر سلسلة ساندويتشات في أمريكا (بعد Subway)» حسب تصنيف Food &amp; Wine.
أربيز مملوكة لشركة Inspire Brands، التي أعيدت تسمية مجموعة مطاعم أربيز ARG. وتمت إعادة تسمية ARG حيث استحوذت الشركة على Buffalo Wild Wings في 5 فبراير 2018.
استحوذت شركة Roark Capital Group على 81.5% من مجموعة مطاعم أربيز في يوليو 2011. كانت تمتلك شركة Wendy's حصة تبلغ 18.5% في أربيز ولكن بعد الاستحواذ من قبل Roark Capital تم تخفيض هذه الحصة إلى 12.3% عند شراء Buffalo Wild Wings، وتم بيعها مرة أخرى إلى Inspire Brands في 16 أغسطس 2018، مقابل 450 مليون دولار.
بالإضافة إلى شطائر روست بيف وبيف شيدر الكلاسيكية، تشمل منتجات أربيز أيضًا تشكيلة ماركت فريش من السندويشات الجاهزة، الجيروسكوبات اليونانية، كيرلي فرايز، جاموكا شيك.
يقع مقرها الرئيسي في ساندي سبرينجز، في جورجيا، إحدى ضواحي أتلانتا.
في عام 2019 كان هناك 3472 مطعمًا. توجد مواقع لأربيز في ست دول خارج الولايات المتحدة وهي: كندا وتركيا وقطر والكويت ومصر وكوريا الجنوبية.

## التسمية
أراد الأخوان رافييل تسمية مطاعمهم بـ "Big Tex"، لكن هذا الاسم كان مستخدمًا بالفعل من قبل شركة أخرى فبدلاً من ذلك اختاروا اسم «أربيز» بناءً على الحرفين R وB، الأحرف الأولى من R affel B rothers؛ على الرغم من الخلط بينه وبين R oast B eef.

## التاريخ

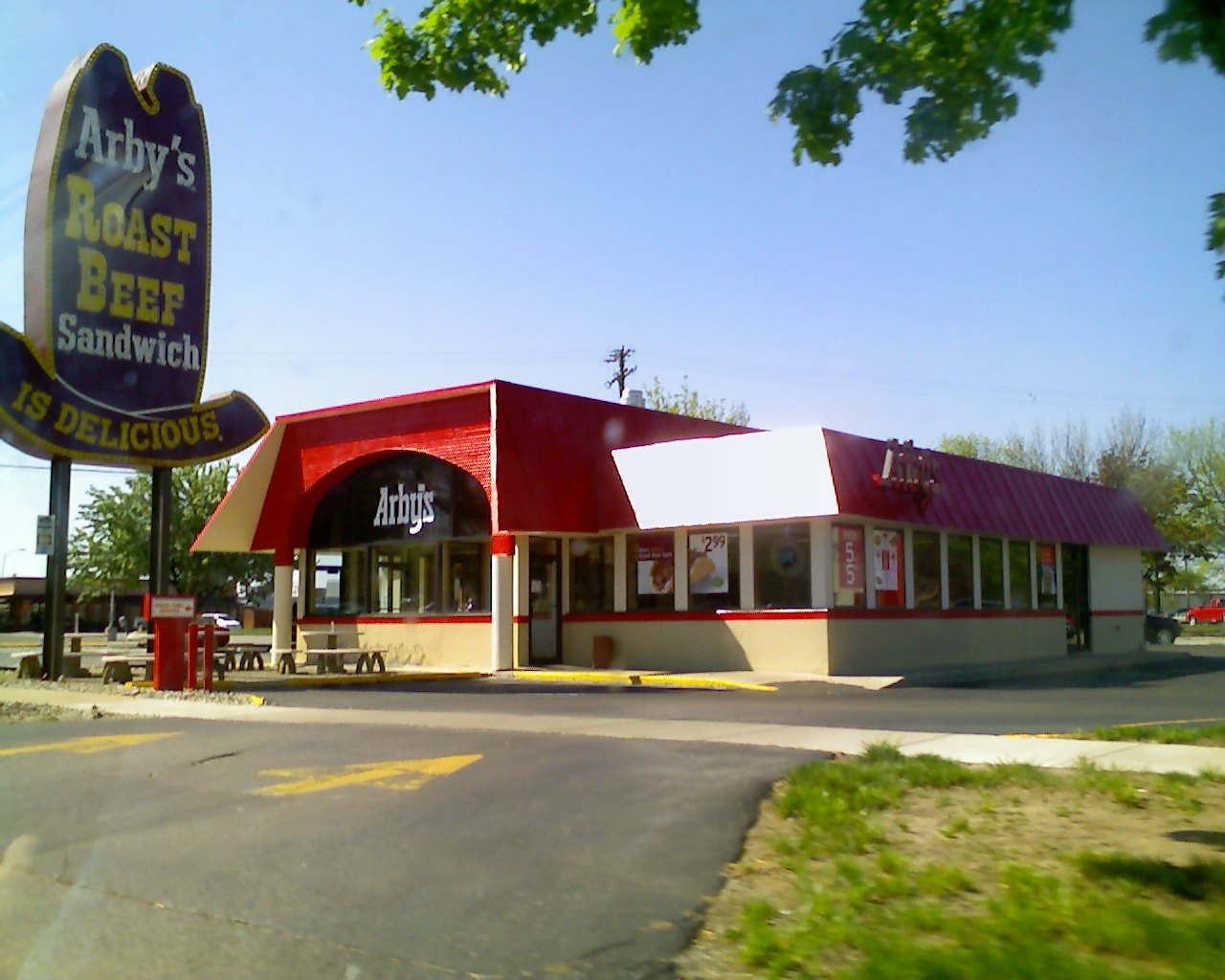
مطعم أربيز مع لافتة قديمة في ميدلاند، ميشيغان (2006).

تأسست أربيز في Boardman في أوهايو، في 23 يوليو 1964 بواسطة فورست (1922-2008) ولوري رافاييل، أصحاب شركة معدات المطاعم الذين اعتقدوا أن هناك فرصة في السوق للحصول على امتياز للوجبات السريعة على أساس الطبق بخلاف الهامبرغر.
افتتح الأخوان رافيل أول مطعم جديد في بوردمان، أوهايو خارج يونجستاون، في 23 يوليو 1964.
في البداية كانوا يقدمون فقط شطائر اللحم البقري المشوي ورقائق البطاطس والمشروبات الغازية. وعلى أمل جذب المزيد من الزبائن الراقيين كان تصميم أربيز الداخلي أكثر فخامة في المظهر من موقف شطائر الوجبات السريعة النموذجي في اليوم.
عرضت أربيز شطائر اللحم البقري المشوي مقابل 0.69 دولار في الوقت الذي كانت فيه مواقف الهامبرغر تتقاضى 0.15 دولار مقابل همبرغر.
بعد عام افتتح أول مرخص له من أربيز مطعمًا في أكرون، في أوهايو. وتم تصميم «قبعة» أربي الشهيرة بواسطة صانعي اللافتات الأصلية، Peskin Sign Co.

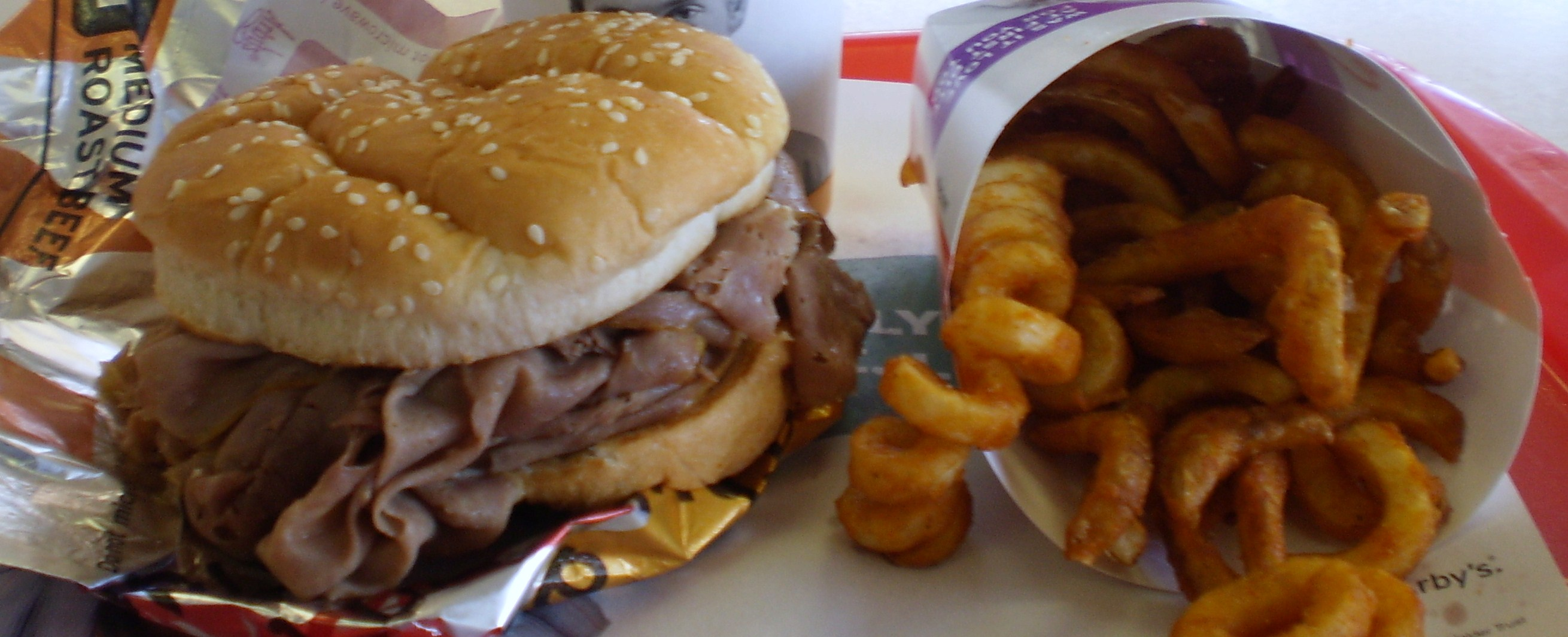
اربيز روست بيف وسط مع بطاطا مقلية

خلال السبعينيات، تم توسيع أربيز بمعدل 50 متجراً في السنة. خلال هذا الوقت ابتكرت العديد من عناصر القائمة، بما في ذلك Beef 'n Cheddar وJamocha Shakes وسندويشات الدجاج وCurly Fries و2 من الصلصات المميزة: Arby's Sauce وHorsey Sauce. لاحقا أضيفت البطاطس المخبوزة إلى قائمة الطعام عام 1985. ثم تم تقديم Curly Fries في البداية باسم Curly-Q Fries في عام 1988.
لاحقا أصبح أربيز أول مطعم في صناعة الوجبات السريعة يقدم قائمة كاملة «خفيفة» في عام 1991 مع العديد من السندويشات والسلطات التي تقل عن 300 سعرة حرارية و94 بالمائة خالية من الدهون.
حاولت الشركة المملوكة للعائلة التحول إلى شركة عامة في عام 1970 من خلال عرض بيع الأسهم، لكن الاكتتاب العام لم ينفذ أبدًا عندما سقط سوق الأسهم لاحقًا.
وفي عام 1976 باعت العائلة الشركة لشركة كولا آرسي مقابل 18 مليون دولار وظل «ليروي رافيل» في منصب الرئيس التنفيذي حتى تقاعده بعد ثلاث سنوات.
في عام 1984 حصل رجل الأعمال فيكتور بوسنر على أربيز عن طريق استيلاء عدائي على كولا آرسي الأم آنذاك من خلال شركة DWG Corporation.
وبعد تسع سنوات تم جلب المدير التنفيذي السابق لشركة PepsiCo، دون بيرس لإحياء أربيز. بمبلغ 100 دولار مليون تمويل إضافي انتقل بيرس إلى مفهوم "Roast Town" الجديد على غرار سوق بوسطن في عام 1996. حصل مفهوم Roast Town حصل على درجات ضعيفة في اختبارات السوق فتم إيقافه بسرعة. ثم غادر بيرس وفريقه الشركة وباع جميع مواقعها المملوكة للشركة البالغ عددها 354 إلى شركة RTM Restaurant Group، وهي إحدى شركات أربي الحالية، مقابل 71 مليون دولار. كان المفهوم التسويقي الآخر الذي تم تجربته هو مشروع مزدوج العلامة التجارية حيث بدأ في عام 1995 مع ZuZu's Handmade Mexican Grill. كان المشروع التسويقي فاشلاً مما أدى إلى رفع دعاوى قضائية من قبل كل شركة ضد الأخرى.
في عام 2008، اشترت Wendy's أربيز، وغيرت اسمها إلى Wendy's Arby's Group، لتعكس أعمالها الأساسية. وفي يناير 2011 أُعلن أن Wendy's / Arby's Group كانت تبحث في بيع جانب أربي من قائمة الأعمال للتركيز على علامة ويندي التجارية. تم الإعلان رسميًا عن تقسيم الشركات في 21 يناير 2011.
في عام 2009 وقعت Wendy's / Arby's Group صفقة امتياز مع مجموعة الجماز في المملكة العربية السعودية لفتح علامة تجارية مزدوجة Wendy's / Arby's في الشرق الأوسط ثم مع افتتاح أول موقع في دبي في الإمارات العربية المتحدة في مايو 2010.
وقعت Wendy's / Arby's Group أيضًا اتفاقية امتياز مماثلة في يونيو 2010 مع شركة Tab Gida Sanayi ve Ticaret لفتح مطاعم ذات علامة تجارية مزدوجة في تركيا.
بعد الانقسام، أصبحت اسم أربيز منفصل عن اسم وينديز.
في عام 2010 افتتحت أربيز مطعمًا في الحصن العسكري Ft. Bliss في نيومكسيكو، وهو أول موقع لهم في قاعدة عسكرية أمريكية بموجب اتفاق وقعته أربيز مع خدمة تبادل القوات الجوية والجيش لفتح مطاعم في قواعد في الولايات المتحدة وخارجها. يمكن فقط للأفراد العسكريين الأمريكيين وبعض ضيوفهم رعاية مواقع أربي الموجودة في القواعد العسكرية والتي تديرها Post Exchange.
في سبتمبر 2017 عادت أربيز إلى الكويت لأول مرة منذ عقدين من الزمن من خلال افتتاح امتياز أربيز في الجابرية بواسطة «الخرافي العالمية».
في نوفمبر 2017 أعلنت أربيز أنها تفاوضت على شراء سلسلة مطاعم Buffalo Wild Wings مقابل 2.4 مليار دولار نقدًا. كجزء من عملية الاستحواذ هذه تمت إعادة تسمية الشركة الأم من Arby's Restaurant Group، Inc. إلى Inspire Brands.
في أكتوبر 2018، توسعت أربيز في دولة مصر الواقعة في شمال إفريقيا من خلال افتتاح ثلاثة مطاعم في العاصمة القاهرة بمساعدة شريك الامتياز المحلي شركة Vantage Egypt Tourism and Entertainment.

## منتجات

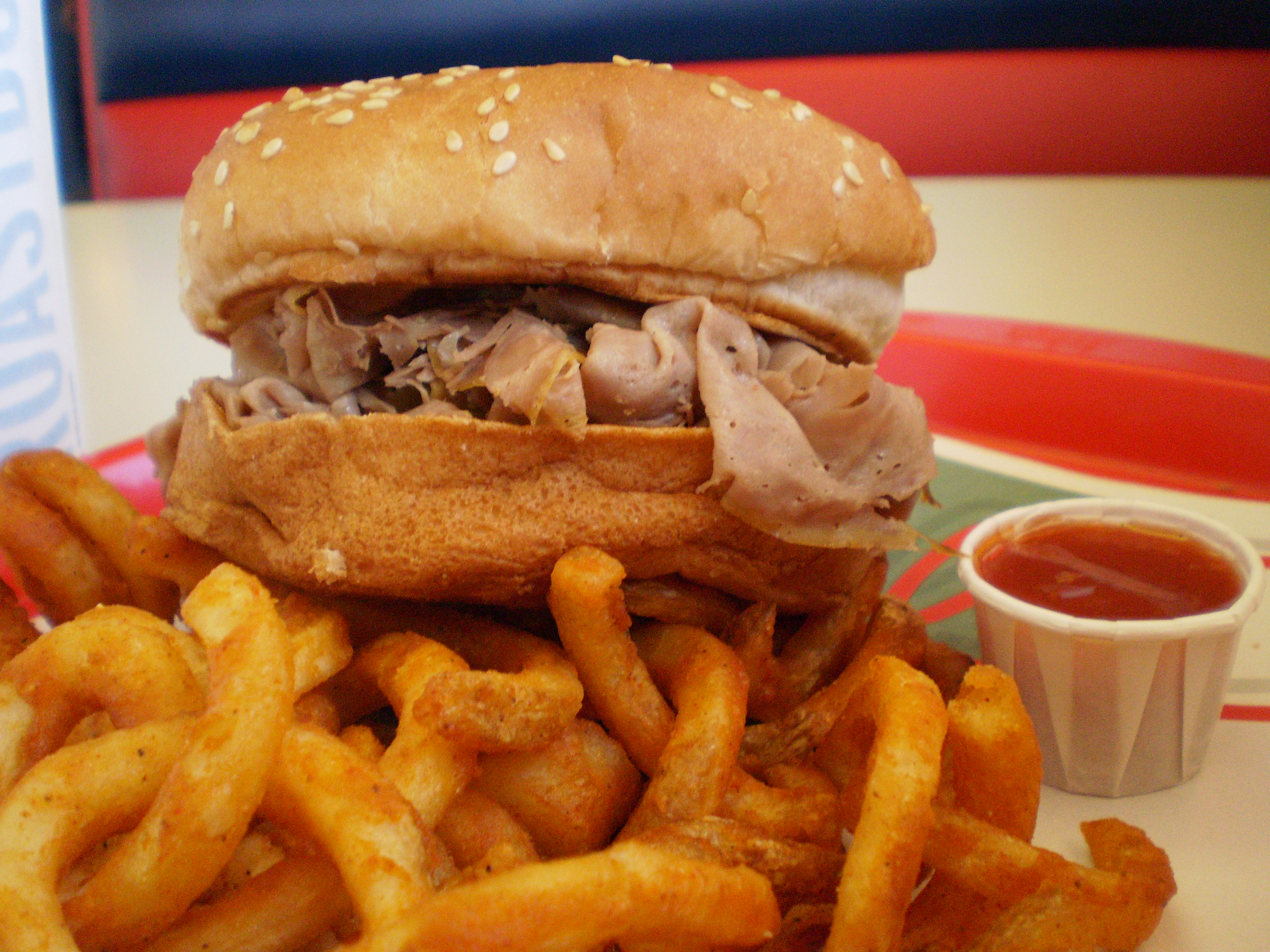
ساندوتش لحم بقري مشوي وسط من أربي مع بطاطس كيرلي

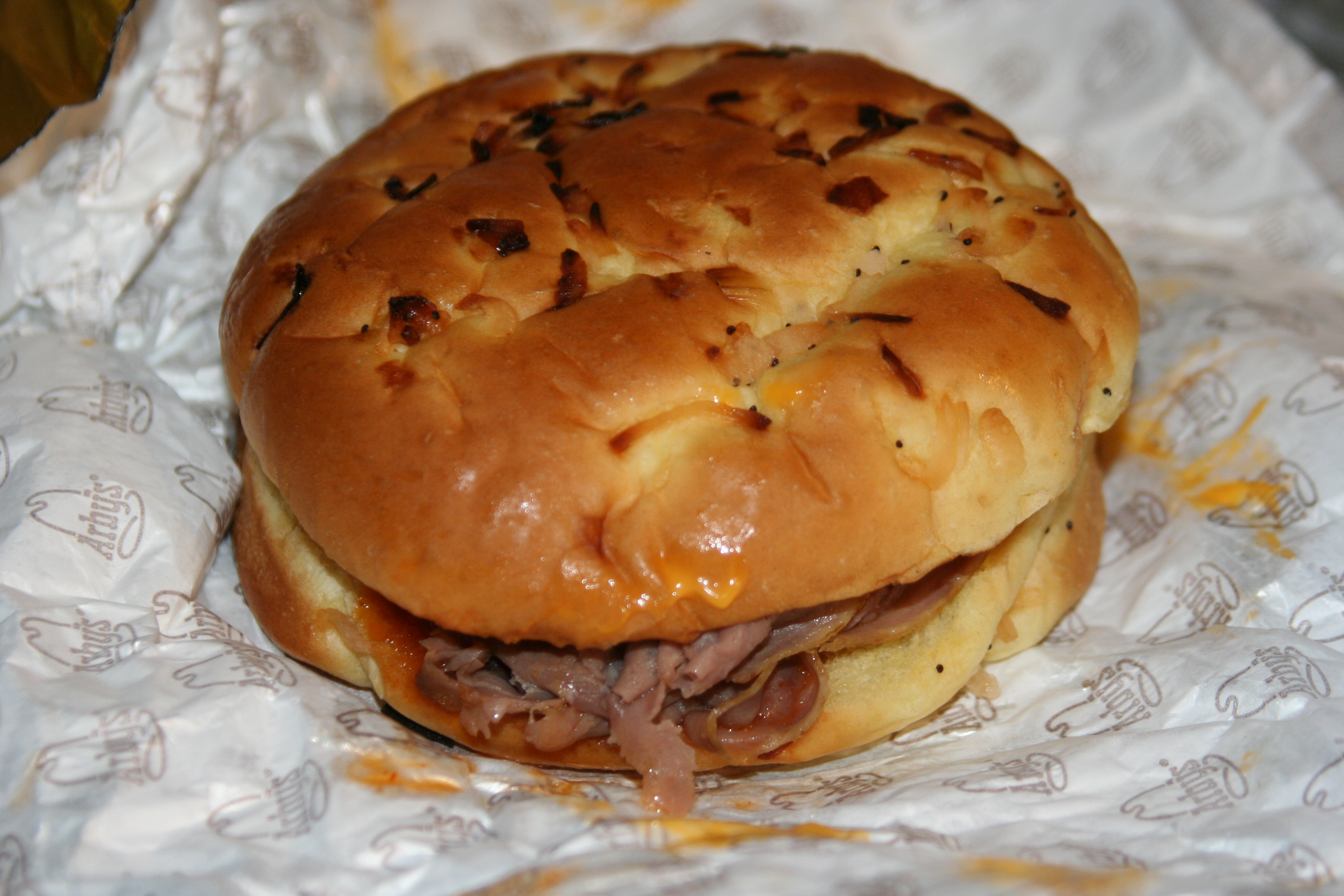
شطيرة "بيف ان شيدر"

## الدعاية والإعلان
فينج رامز هو الراوي لإعلانات أربي التجارية.
في أواخر عام 2018 وأوائل عام 2019، أدارت أربيز حملة إعلانية تلفزيونية تضم متحدثًا باسم "Arby's Head of Sandwiches" (يصوره الممثل الكوميدي إتش جون بنيامين) للترويج لمجموعة متنوعة من اللحوم والخيارات في أربيز.

## المواقع العالمية
مواقع أربيز الحالية:
- بورتوريكو (تم إغلاقه في التسعينيات، وأعيد افتتاحه في عام 2021)
- كندا
- المكسيك (تم إغلاقه في عام 2000، وأعيد افتتاحه في عام 2020)[41]
- مصر (أعيد فتحها في أكتوبر 2018)[39]
- الكويت
- قطر
- كوريا الجنوبية (في القاعدة العسكرية همفري، بيونجتايك)
- تركيا
- الولايات المتحدة (في كل ولاية باستثناء رود آيلاند وفيرمونت)

مواقع سابقة:
- أستراليا (أغلقت في العقد الأول من القرن الحادي والعشرين)
- الإكوادور (أغلقت في التسعينيات)
- البرازيل (أغلقت في التسعينيات)
- تشيلي (أغلقت في التسعينيات)
- اليابان (أغلقت في التسعينيات)[42][43]
- هولندا (أغلقت في التسعينيات)
- بولندا (أغلقت في التسعينيات)
- المملكة المتحدة (أغلقت في عام 2001)[44]
- الأردن (أغلق في أواخر التسعينيات)
- مصر (أغلقت في أواخر التسعينيات، وأعيد فتحها في أكتوبر 2018)
- إندونيسيا (أغلقت في التسعينيات)
- الفلبين (أغلقت في التسعينيات)
- ماليزيا (أغلقت في التسعينيات)
- البرتغال (أغلقت في أواخر التسعينيات)
- البحرين (أغلقت في أواخر التسعينيات)
- تايوان (أغلقت في أواخر الثمانينيات)

## روابط خارجية
- الموقع الرسمي
- Inspire Brands، الشركة الأم